# Pachyolpium reimoseri
Pachyolpium reimoseri är en spindeldjursart som beskrevs av Beier 1931. Pachyolpium reimoseri ingår i släktet Pachyolpium och familjen Olpiidae. Inga underarter finns listade i Catalogue of Life.